# Томаш Новак
Томаш Новак (пол. Tomasz Nowak; 30 серпня 1960 — пом. 1 серпня 2013) — польський боксер, призер чемпіонатів світу та Європи серед аматорів.

## Аматорська кар'єра
На чемпіонаті Європи 1985 завоював бронзову медаль.
- В 1/8 фіналу переміг Павела Формана (Чехословаччина) — 5-0
- У чвертьфіналі переміг Андреаса Цюлова (НДР) — 5-0
- У півфіналі програв Самсону Хачатряну (СРСР) — 0-5

На чемпіонаті світу 1986 завоював бронзову медаль.
- В 1/16 фіналу переміг Вей Чі Хун (Тайбей) — 5-0
- В 1/8 фіналу пройшов Камаля Маржуана (Марокко)
- У чвертьфіналі переміг Пак Хен Ок (Південна Корея) — 5-0
- У півфіналі програв Хесусу Соллет (Куба) — 1-4

На чемпіонаті Європи 1987 програв в другому бою Мехаку Казаряну (СРСР).
На Олімпійських іграх 1988 зупинився за крок до медалі.
- В 1/32 фіналу переміг Джінгарей Мамуду (Нігерія) — 5-0
- В 1/16 фіналу пройшов Улайпалота Таутаума (Самоа)
- В 1/8 фіналу переміг Юджина Сеймура (Багамські Острови) — 5-0
- У чвертьфіналі програв Лі Дже Хьок (Південна Корея) — 0-5